# Qakare Ini
Qakare Ini (còn là Intef) là một vị vua Ai Cập cổ đại hoặc Nubia, ông dường như đã cai trị Hạ Nubia vào giai đoạn cuối của vương triều thứ 11 và giai đoạn đầu của vương triều thứ 12. Mặc dù ông là vị vua Nubia được chứng thực tốt nhất ở giai đoạn này, không có hoạt động nào của ông được biết đến.

## Chứng thực
Qakare Ini là người được chứng thực tốt nhất trong số một loạt các vị vua Nubia cùng thời bao gồm Segerseni và Iyibkhentre. Thực vậy, tước hiệu pharaon đầy đủ của ông được biết nhờ vào 16 bản khắc đá được tìm thấy tại Umbarakab, Mudenejar, Guthnis, Taifa, Abu Simbel và Toshka, tất cả nằm ở Hạ Nubia. Những bản khắc này ghi lại tước hiệu của Qakare Ini, đôi khi chỉ một đồ hình, và không có thêm bất cứ chi tiết nào. Trong trường hợp những bản khắc đến từ Toshka, tên của Qakare Ini được khắc bên cạnh của Iyibkhentre. Tuy nhiên, Nhà Ai Cập học Darrell Baker đã đề xuất rằng điều này là do việc thiếu khoảng trống trên khối đá hơn là chỉ ra một mối quan hệ giữa hai vị vua. Do đó, mối quan hệ giữa Qakare Ini và hai vị vua Nubia khác của thời kỳ này, Segerseni và Iyibkhentre, vẫn còn chưa rõ.
Qakare Ini không được chứng thực trong bất cứ bản danh sách vua nào.

## Khoảng thời gian
Qakare Ini có thể là một người tranh giành ngai vàng Ai Cập đặt bản doanh ở Hạ Nubia, trong giai đoạn bất ổn về chính trí kéo dài từ triều đại của Mentuhotep IV thuộc vương triều thứ 11 tới giai đoạn đầu triều đại của Amenemhat I thuộc vương triều thứ 12. Thực vậy, cả hai vị vua này dường như đã gặp phải vấn đề trong việc được công nhận là các pharaon hợp pháp. Vì Nubia đã giành được độc lập khỏi Ai Cập trong thời kỳ Chuyển tiếp thứ Nhất, có khả năng rằng Qakare Ini là một trong những vị thủ lĩnh Nubia cuối cùng kháng cự lại sự quay trở lại của người Ai Cập vào giai đoạn đầu của vương triều thứ 12.
Nhà Ai Cập học người Hungary László Török đã đề xuất một niên đại khác dành cho Qakare Ini (cũng như là đối với hai vị vua khác ở trên), vào khoảng thời gian sau triều đại của pharaoh Neferhotep I thuộc vương triều thứ 13, trong thời kỳ Chuyển tiếp thứ Hai, giữa khoảng năm 1730 và 1650 TCN. Điều này bị Darrell Baker và nhà khảo cổ học người Czech Zbyněk Žába bác bỏ, ông ta tin rằng Qakare Ini sống cùng thời với giai đoạn cuối vương triều thứ 11 vào cuối thế kỷ thứ 20 TCN.